# Kurt Lüdecke
Kurt Georg Wilhelm Lüdecke (* 5. Februar 1890 in Berlin; † 1960 in Prien am Chiemsee) war ein deutscher Kaufmann. Er wurde vor allem bekannt als politischer Abenteurer und Geschäftemacher, der zeitweise eine wichtige Rolle im Umfeld Adolf Hitlers spielte.

## Leben
Lüdecke stammte aus einer wohlhabenden Berliner Familie. Er war der jüngste von drei Söhnen des Albert Lüdecke und seiner Ehefrau Josephine Elise Maria, geb. Anhalt. Sein Vater war Direktor einer chemischen Fabrik in Oranienburg.
Lüdeckes Schulzeit in Berlin endete mit einem Fiasko: Er wurde der Schule verwiesen und musste nach Braunschweig wechseln, wo er 1907 mit dem Einjährigen abschloss. Nach dem Militärdienst beim 2. Bayerischen Infanterie-Regiment begann Lüdecke ein rastloses Reiseleben, das ihn in den folgenden Jahren kreuz und quer durch Europa führte: So ging er zunächst nach London, um sich dann in Frankreich niederzulassen.
1910 will Lüdecke in Frankreich durch Glücksspiel zu so viel Geld gekommen sein, dass er fortan im Stande war, ein ungebundenes und luxuriöses Leben zu führen. Die Akten der Staatsanwaltschaft beim Kammergericht in Berlin sprechen jedoch dafür, dass sein früher Wohlstand andere Gründe hatte: Im Januar 1911 wurden auf eine Anzeige hin Ermittlungen gegen Lüdecke eingeleitet, die ihn in Verbindung mit „Erpressungen auf homosexueller Grundlage“ brachten: Lüdecke sei in homosexuellen Kreisen dafür bekannt, sich reiche Freunde zu suchen und diese nach vollzogenem Geschlechtsverkehr zu Zahlungen zu nötigen. Der Historiker Lothar Machtan hat deshalb die These aufgestellt, dass Lüdecke sein Glück nicht mit Roulette, sondern als Gigolo und Erpresser gemacht habe: Er sei in den Jahren vor dem Ersten Weltkrieg durch Europa gezogen und habe sich durch Hochstapeleien die Grundlagen für einen aufwändigen Lebensstil verschafft.
Ab 1914 gehörte Lüdecke der preußischen Armee an, mit der er bis 1916 am Ersten Weltkrieg teilnahm, ohne jemals zum Fronteinsatz zu kommen. Stattdessen arbeitete er in einem psychiatrischen Hospital in Heidelberg. Dort begann er, sich für die „Rassenfrage“ zu interessieren, nachdem er Vorlesungen von Alfred von Domaszewski gehört hatte.
Ab 1920 arbeitete Lüdecke in den Vereinigten Staaten für den in New York City angesiedelten privaten Geheimdienst des Industriellen Henry Ford. Diese Organisation widmete sich unter anderem der Aufgabe, Schmutz- und Hetzkampagnen gegen einflussreiche Juden in den Vereinigten Staaten zu führen und das Privatleben von Gegnern Fords oder ihm sonst wie verhassten Personen auszuspionieren, um so kompromittierende Informationen über diese in die Hände zu bekommen.
Im Mai 1921 und erneut – nach einer vorübergehenden Abwesenheit – im April 1922 ließ Lüdecke sich in München nieder, wo er eine Ausstellung deutscher Bilder in New York vorbereitete. Wahrscheinlich wurde er vom Ford-Büro zu dem Zweck nach Deutschland geschickt, und mit entsprechenden finanziellen Ressourcen ausgestattet, dort politische Verbündete für Fords antisemitische Kampagne zu finden. In der Folgezeit knüpfte er zahlreiche Kontakte zu Kreisen und Persönlichkeiten der völkischen Bewegung, so z. B. zu Ernst Graf zu Reventlow.
Im August 1922 hörte Lüdecke mit Begeisterung eine Hitler-Rede in München. In der Folge gelangte er in das Umfeld Hitlers, der ihn einerseits als Vermittler von Geldmitteln und Kontakten ins Ausland sowie als beziehungsreichen Spitzel gern in Anspruch nahm, ihm andererseits aber erhebliches Misstrauen entgegenbrachte. So wurde Lüdecke immer wieder verdächtigt, die NSDAP und ihr Führungspersonal zugunsten konkurrierender oder feindlicher Organisationen zu bespitzeln. Anfang 1923 wurde Lüdecke wegen des Verdachts der Spionage für Frankreich für zwei Monate inhaftiert. Nach seiner Freilassung wurde er von Hitler wie zuvor als Mittelsmann und Vermittler von finanziellen Zuwendungen für seine Partei verwendet. Unter anderem reiste Lüdecke 1922 und 1923 jeweils im September zu Mussolini, um bei diesem im Sinne Hitlers vorzusprechen.
Nach dem gescheiterten Hitlerputsch von 1923 besuchte Lüdecke Hitler in der Festungshaft in Landsberg und engagierte sich bis 1925 noch im völkischen Block beziehungsweise in der neugegründeten NSDAP, der er zum 1. Januar 1929 beitrat (Mitgliedsnummer 123.634). In den folgenden Jahren ging Lüdecke wieder auf Distanz zur NSDAP, um sein Glück abermals im Ausland zu versuchen.
1932 kehrte Lüdecke zum wiederholten Male nach Deutschland zurück, wo er abermals mit Hitler und der NSDAP-Führung in Kontakt kam. Im Frühjahr 1933 regte er die Gründung des Außenpolitischen Amtes der NSDAP unter Alfred Rosenberg an. Aus nicht vollständig geklärten Gründen wurde er im Mai 1933 auf Befehl Hermann Görings verhaftet, jedoch bald wieder auf Weisung Hitlers freigelassen, wobei Göring von Hitler dazu veranlasst wurde, sich bei Lüdecke für die erlittenen Unannehmlichkeiten zu entschuldigen. Da Lüdecke – wahrscheinlich durch Hitlers Intervention zu seinen Gunsten während seiner Haft im April/Mai 1933 dazu veranlasst, seine Stellung in der Wertschätzung des Diktators zu überschätzen – in den folgenden Monaten mit weitgehenden finanziellen Forderungen an Hitler dessen Verärgerung auf sich zog, wurde er im Herbst 1933 erneut verhaftet. In der Folge verbrachte er bis April 1934 einige Monate als Ehrenhäftling mit bevorzugten Haftbedingungen im KZ Oranienburg. Während eines Hafturlaubes durfte er unter anderem Hitler in der Reichskanzlei aufsuchen, der schließlich seine Freilassung verfügte.
Im Laufe des Jahres 1934 emigrierte Lüdecke in die Vereinigten Staaten.

## Rolle im Nationalsozialismus
Von 1923 bis 1933 hielt er sich vermutlich meist außerhalb der Weimarer Republik auf – ab 1926 in den Vereinigten Staaten. Er arbeitete als Journalist für den Völkischen Beobachter. Wegen Auseinandersetzungen mit Parteigenossen wie Hans Frank in Deutschland verbrachte er acht Monate in einem Konzentrationslager, bis er am 1. März 1934 entkommen konnte.
Lüdecke hielt sich zur Zeit des Röhm-Putsches, bei dem sein Anwalt Alexander Glaser umgebracht wurde, wieder in den Vereinigten Staaten auf. Offenbar enttäuscht von den Ereignissen, veröffentlichte er 1937 ein Gregor Strasser und Ernst Röhm gewidmetes Buch über seine Erlebnisse mit Hitler mit dem Titel I Knew Hitler: The Story of a Nazi Who Escaped the Blood Purge. Das Manuskript – etwa von der Qualität der Gespräche mit Hitler von Hermann Rauschning und Carl Friedrich Goerdelers X-Files – hatte er zuvor eventuell der deutschen Botschaft in den Vereinigten Staaten zum Kauf angeboten, die jedoch ablehnte. Demnach hatte er privat eine SA-Abteilung ausgerüstet, der Partei 100.000 Goldmark gespendet, war zusammen mit Siegfried und Winifred Wagner in die Vereinigten Staaten gereist, wo er mit deren Hilfe Henry Ford getroffen hatte, um ihn zu Spenden zu bewegen. Lüdecke hatte nach eigenen Angaben die Verbindung zwischen NSDAP und Mussolini hergestellt. Letzterer spendete demnach der Partei über Lüdecke Geld. Das Buch hatte erhebliche Wirkung auf die Alliierten und ging selbst in das sowjetische Standardwerk „Geschichte der Diplomatie“ von W. P. Potjomkin ein.
Lüdeckes Antrag auf US-Staatsbürgerschaft wurde im Dezember 1938 abgelehnt. Am 9. Februar 1942 wurde er als ein die öffentliche Sicherheit gefährdender Enemy Alien verhaftet. Gegen die am 14. Juli 1945 von Harry S. Truman verfügte Ausweisung dieser Personengruppe prozessierte Lüdecke und verlor im Juni 1948, worauf er in die amerikanische Besatzungszone überstellt wurde. In den Vereinigten Staaten war er vier Jahre inhaftiert gewesen.

## Werk
- Kurt G. W. Lüdecke: I Knew Hitler: The Story of a Nazi Who Escaped the Blood Purge. E. Scribner’s Sons, New York 1937 (Jarrolds, London 1938).